# 班乃巨蜥
班乃巨蜥（學名Varanus mabitang）是菲律賓斑乃島特有的一種巨蜥。它們是吃果實的，喜歡棲息在熱帶潮濕森林的大樹中。由於失去棲息地，它們現正處於瀕危。
班乃巨蜥的顏色較碧塔塔瓦巨蜥及葛氏巨蜥深色。